# Ruban d'argent de la meilleure musique de film
Le Ruban d'argent de la meilleure musique de film (Nastro d'argento alla migliore colonna sonora) est une récompense cinématographique italienne décernée chaque année, depuis 1947 par le Syndicat national des journalistes cinématographiques italiens (en italien, Sindacato Nazionale Giornalisti Cinematografici Italiani,) (SNGCI) lequel décerne également tous les autres Rubans d'argent. Pour le cinéma, c'est le prix le plus ancien en Europe.
Ennio Morricone est le compositeur le plus récompensé dans cette catégorie avec neuf trophées gagnés.

## Palmarès

### Années 1940
- 1946 - Enzo Masetti - Malìa
- 1947 - Renzo Rossellini - Païsa
- 1948 - Renzo Rossellini - Les Frères Karamazov
- 1949 - Alessandro Cicognini - Le Voleur de bicyclette

### Années 1950
- 1950 - Roman Vlad - pour toutes ses œuvres
- 1951 - Giovanni Fusco - Chronique d'un amour
- 1952 - Mario Nascimbene - Onze heures sonnaient
- 1953 - Valentino Bucchi - La Fièvre de vivre
- 1954 - Mario Zafred - La Chronique des pauvres amants
- 1955 - Angelo Francesco Lavagnino - Continent perdu
- 1956 - Angelo Francesco Lavagnino - Vertigine bianca
- 1957 - Nino Rota - Guerre et Paix
- 1958 - Nino Rota - Nuits blanches
- 1959 - Carlo Rustichelli - L'uomo di paglia

### Années 1960
- 1960 - Mario Nascimbene - Été violent
- 1961 - Giovanni Fusco - L'avventura
- 1962 - Giorgio Gaslini - La Nuit
- 1963 - Piero Piccioni - Salvatore Giuliano
- 1964 - Nino Rota - Huit et demi
- 1965 - Ennio Morricone - Pour une poignée de dollars
- 1966 - Armando Trovajoli - Sept Hommes en or
- 1967 - Carlo Rustichelli - L'Armée Brancaleone
- 1968 - Mario Nascimbene - Pronto... c'è una certa Giuliana per te
- 1969 - Nino Rota - Roméo et Juliette

### Années 1970
- 1970 - Ennio Morricone - Disons, un soir à dîner
- 1971 - Stelvio Cipriani - Adieu à Venise
- 1972 - Ennio Morricone - Sacco et Vanzetti
- 1973 - Guido et Maurizio de Angelis - Maintenant, on l'appelle Plata
- 1974 - Tony Renis - Blu Gang
- 1975 - Giancarlo Chiaramello - Orlando Furioso
- 1976 - Adriano Celentano - Fais vite avant que ma femme revienne !
- 1977 - Fred Bongusto - Oh, Serafina!
- 1978 - Armando Trovajoli - Une journée particulière
- 1979 - Nino Rota - Répétition d'orchestre

### Années 1980
- 1980 - Fred Bongusto - La cicala
- 1981 - Riz Ortolani - Aiutami a sognare
- 1982 - Lucio Dalla, Fabio Liberatori - Borotalco
- 1983 - Angelo Branduardi - State buoni... se potete
- 1984 - Riz Ortolani - Una gita scolastica
- 1985 - Ennio Morricone - Il était une fois en Amérique
- 1986 - Tony Esposito - Un complicato intrigo di donne vicoli e delitti
- 1987
  - Armando Trovajoli - La Famille
  - Riz Ortolani - L'Enquête
  - Giovanni Nuti - Stregati
- 1988 - Ennio Morricone - Les Incorruptibles
- 1989 - Eugenio Bennato, Carlo D'Angi - Cavalli si nasce

### Années 1990
- 1990 - Claudio Mattone - Scugnizzi
- 1991 - Nicola Piovani - La voce della luna, Au nom du peuple souverain (In nome del popolo sovrano), Il male oscuro, Le Soleil même la nuit
- 1992 - Pino Daniele - Je croyais que c'était de l'amour (Pensavo fosse amore... invece era un calessede)
- 1993 - Manuel De Sica - Al lupo al lupo
- 1994 - Federico De Robertis - Sud
- 1995 - Luis Enríquez Bacalov - Le Facteur
- 1996 - Lucio Dalla - Par-delà les nuages
- 1997 - Paolo Conte - La Flèche bleue
- 1998 - Nino D'Angelo - Mais qui a tué Tano ? (Tano da morire)
- 1999 - Eugenio Bennato - La stanza dello scirocco

### Années 2000
- 2000 - Ennio Morricone - Canone inverso
- 2001 - Ennio Morricone - Malèna
- 2002 - Edoardo Bennato - Il principe e il pirata
- 2003 - Nicola Piovani - Pinocchio
- 2004 - Paolo Fresu - L'isola
- 2005 - Banda Osiris - Primo amore
- 2006 - Louis Siciliano, Roy Paci, Fabio Barovero, Simone Fabroni - La febbre
- 2007 - Ennio Morricone - L'Inconnue
- 2008 - Paolo Buonvino - Caos calmo
- 2009 - Paolo Buonvino - Italians

### Années 2010
- 2010 - Rita Marcotulli - Basilicata Coast to Coast
- 2011 - Negramaro - L'Ange du mal
- 2012 - Franco Piersanti - Terraferma, Le Premier Homme
- 2013 - Ennio Morricone - The Best Offer
- 2014 : Pivio et Aldo De Scalzi - Song 'e Napule
- 2015 : Nicola Piovani - Hungry Hearts
- 2016 : Carlo Virzì - Folles de joie (La pazza gioia)
- 2017 : Enzo Avitabile - Indivisibili
- 2018 : Pivio et Aldo De Scalzi pour Ammore e malavita
- 2019 : Nicola Piovani - Le Traître  (Il traditore)

### Années 2020
- 2020 : Brunori Sas - Odio l'estate[4]
- 2021 : Stefano Bollani - Carosello Carosone
- 2022 : Nicola Piovani pour Leonora addio et I fratelli De Filippo
- 2023 : Colapesce Dimartino pour Leonora addio et La primavera della mia vita
- 2024 : Margherita Vicario et Davide Pavanello pour Gloria!